# Hareidlandet
Hareidlandet is een eiland in de Noorse fylke Møre og Romsdal. Het eiland ligt in het zuidwesten van de fylke. Bestuurlijk is het verdeeld in twee gemeenten: Ulstein en Hareid. Via de Eiksundbrug en de Eiksundtunnel is Hareidlandet verbonden met het vasteland.